# Tupadly (district de Kutná Hora)
Pour les articles homonymes, voir Tupadly.
Tupadly (en allemand : Tupadl) est une commune du district de Kutná Hora, dans la région de Bohême-Centrale, en République tchèque. Sa population s'élevait à 669 habitants en 2020.

## Géographie
Tupadly se trouve à 5 km au sud du centre de Čáslav, à 14 km au sud-est de Kutná Hora et à 73 km à l'est-sud-est de Prague.
La commune est limitée par Čáslav et Drobovice au nord, par Potěhy à l'est, par Adamov et Schořov au sud, et par Žáky à l'ouest.

## Histoire
La première mention écrite de la localité date de 1242.